# Premier corps de cadets de Saint-Pétersbourg

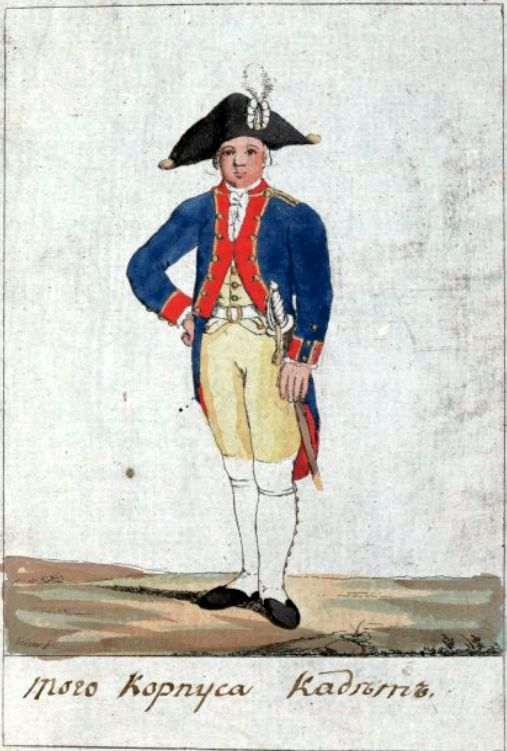
Uniforme du corps d'infanterie des cadets gentilshommes (1793).

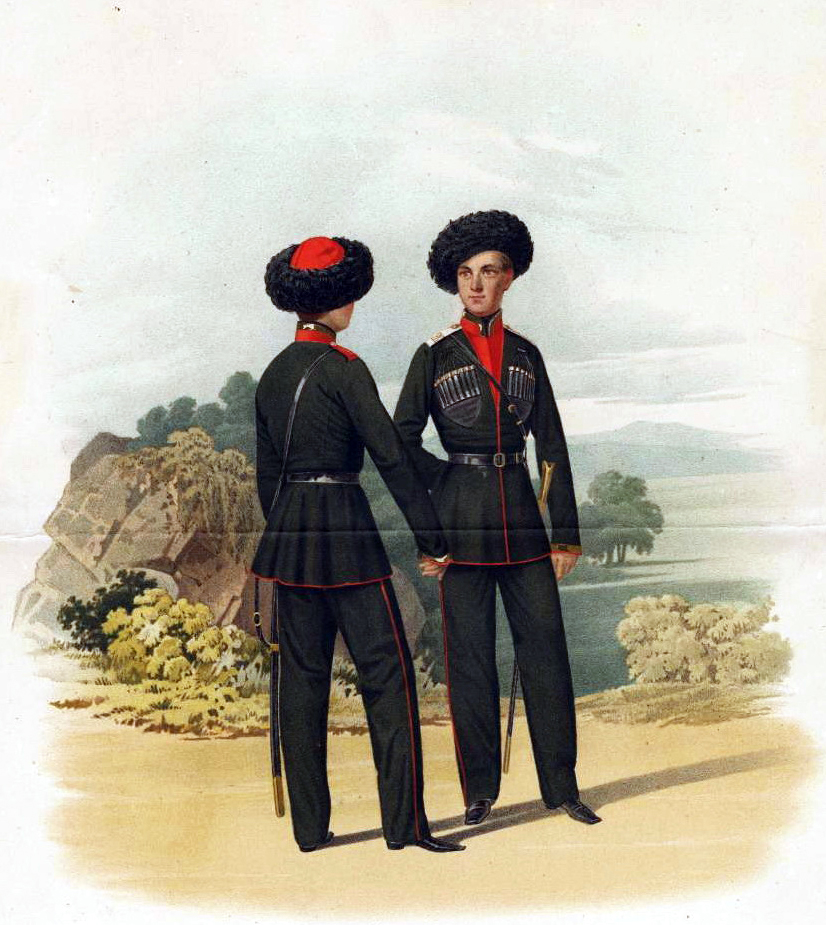
Cadets caucasiens des 1er et 2e corps de cadets, 1855.

Le premier corps de cadets est un établissement d'enseignement militaire à Saint-Pétersbourg, du temps de l'Empire russe.

## Création
L'initiative de créer des corps de cadets pour les nobles de Russie appartient au comte P. I. Iagoujinski. Par décret de l'impératrice Anne, le Sénat reçoit l'ordre de créer un corps de cadets le 29 juillet 1731. Il est logé dans le palais Menchikov sur l'île Vassilievski, construit en 1710-1721 sous la direction des architectes Giovanni Maria Fontana et Gottfried Schädel.
L'inauguration a eu lieu le 17 février 1732 (28 février dans le calendrier grégorien) avec 56 cadets. En juin, le nombre de cadets atteint déjà 352, répartis en trois compagnies. La première remise des diplômes a lieu le 8 juin 1734 : les 11 diplômés ont tous été promus enseignes.
Les premiers professeurs ont été acceptés sans examens ; à partir de 1736, les meilleurs élèves ont commencé à s'impliquer dans l'enseignement.

## Système de formation
Au départ, le corps a été conçu pour former des militaires, mais en raison du manque d'établissements d'enseignement général, il a commencé à former également des fonctionnaires. C'est aussi la raison pour laquelle l'ensemble des matières sont étudiées : en même temps que les sciences militaires, les langues sont enseignées : allemand, français, latin, etc. Les enseignants à l'école n'expliquaient que rarement le matériel, réduisant l'enseignement à de la mémorisation. Ce système change en 1766, sous la direction de I. Betskoï, qui rédige la Charte du corps d'infanterie de cadets de la noblesse pour l'éducation et la formation de la noble jeunesse russe. Au lieu de la division des cadets en compagnies, une division en cinq classes d'âges est introduite. Seuls les enfants de 5-6 ans étaient acceptés, leur formation devait durer 15 ans. Le plus jeune âge est placé sous la surveillance des femmes, et à partir du 4e âge, les enfants sont répartis, « selon leurs souhait et inclination », pour se préparer au service militaire ou civil. Chaque classe d'âge était composée de cinq groupes. Les enfants nobles et les gymnasiastes (non nobles) étudient ensemble dans ces groupes sur un pied d'égalité. L'art théâtral, les danses, la musique sont étudiés dans le corps, mais les disciplines militaires ne font pas partie des priorités.
Un changement radical se produit en 1794, lorsque le corps dirigé par M. I. Koutouzov est réorganisé selon les instructions de l'empereur Paul Ier Au lieu de cinq classes d'âge, des compagnies sont introduites - quatre de mousquetaires et une de grenadiers. Tous les enseignants civils sont remplacés par des officiers. Des cours sur la tactique et l'histoire militaire sont ajoutés au cursus.

### Noms
- de 1732 à 1743 - l'académie des chevaliers ;
- de 1743 à 1766 - le corps d'infanterie des cadets ;
- de 1766 à 1800 - le corps impérial d'infanterie de cadets gentilshommes ;
- de 1800 à 1863 - 1er corps de cadets ;
- de 1864 à 1882 - 1er gymnase militaire de Saint-Pétersbourg[3] ;
- depuis 1882 - 1er corps de cadets ;
- De février 1917 à la dissolution en janvier 1918 — 1er gymnase de la direction militaire.

### Directeurs
- Comte Burckhardt Christoph von Münnich (29.12.1731 — 03.03.1741)
- Prince Antoine-Ulrich de Brunswick-Wolfenbüttel (27.03.1741 — 25.11.1741))
- Prince Ludwig Wilhelm de Hessen-Homburg (11.12.1741 — 26.08.1745))
- Prince Vassili Repnine (26.08.1745 — 01.08.1748)
- Prince Boris Grigorievitch Ioussoupov (19.02.1750 — 12.02.1759)
- Grand-duc Pierre Fiodorovitch (12.02.1759 — 14.03.1762)
- Ivan Chouvalov (14.03.1762—1767)
- Iakov Larionovitch Brandt (1767—1772)
- Chevalier Constantin de Lascari (1772—1773)
- Andreï Iakovlevitch Pourpour (1773—1784)
- Comte Antoine de Balmen (1784—1786)
- Comte Friedrich von Anhalt (08.11.1786 — 22.05.1794)
- Mikhaïl Koutouzov (1794—1797)
- Comte Hans Heinrich von Fersen (24.12.1797 — 24.12.1798)
- Général Andreïevski (1798—1799)
- Lieutenant général comte Matthias Lambsdorff (22.03.1799 — 12.04.1800)
- Prince Platon Alexandrovitch Zoubov (23.11.1800 — 1801)
- Général-major Friedrich Maximilian Klinger (à partir de 1801)
- Hans Ehrenfried von Diebitsch und Narden (à partir de  1811)
- Piotr Andreïevitch Kleinmichel (1817)
- Mikhaïl Stepanovitch Perski (1820—1832)
- Pavel Petrovitch Godeïn (1832—1843)
- Konstantin Antonovitch Schlippenbach (1843—1847)

- Nikolaï Pavlovitch Gartong (1862—1864)
- Eugen Nikolai von Baumgarten (1864—1876)
- Pavel Ivanovitch Nossovitch (1877—1887)
- Vassili Parfenievitch Verkhovski (1887 — 15.01.1900)
- Vassili Pokotilo (12.02.1900 — 11.12.1904)
- Fiodor Alexeïevitch Grigoriev (08.01.1905 — 1917)